# Tulostoma chevalieri
Tulostoma chevalieri es una especie de hongo del género Tulostoma, de la familia Agaricaceae, orden Agaricales. Fue descrita por Har. y Pat.

## Distribución
Se distribuye por el continente africano.